# Ханс Франк
Ханс Михаел Франк (Карлсруе, 23. јун 1900 — Нирнберг, 16. октобар 1946) био је немачки адвокат, нацистички званичник и један од оптуженика на суду у Нирнбергу.
По занимању је био адвокат, а најпознатији је као начелник Генералног губернаторства у окупираној Пољској. Године 1919. приступио је Немачкој радничкој странци, а 1927. НСДАП.
Брзо се успињао на политичкој лествици и био је лични саветник Хитлера. Био је и посланик у Рајхстагу.

## Ратна каријера
Септембра 1939. године, Франк је постављен за шефа администрације Герда Рундштета у Генералном губернаторству. Од 26. октобра 1939. године, након инвазије на Пољску, Франк је био генерални гувернер Генералног губернаторства окупираних пољских територија (Generalgouverneur für die besetzten polnischen Gebiete), што се односило на оне области Пољске које нису директно припојене Немачкој (око 90.000 km² од 170.000 km² које су припале Немачкој). Добио је СС чин Обергрупенфирер.
Једна од првих активности које је спровео као начелник Генералног губернаторства је била АБ-акција, усмерена ка уништењу пољске културе. Франк је надгледао сегрегацију Јевреја у гета и коришћење пољских цивила за принудни и обавезни рад. Године 1942. је изгубио позиције на власти изван Губернаторства након што је изнервирао Хитлера серијом говора у Берлину, Бечу, Хајделбергу, и Минхену, а такође и као део борбе за превласт са Фридрихом Вилхелмом Кригером, државним секретаром за безбедност — шефом СС и полиције у Губернаторству. Кригера је на крају заменио Вилхелм Копе.
Франк је касније тврдио да је истребљење Јевреја у потпуности контролисао Хајнрих Химлер и СС а да он није био свестан постојања логора смрти у Генералном губернаторству све до почетка 1944. Током сведочења у Нирнбергу, Франк је тврдио да је у 14 наврата Хитлеру слао своју оставку, али Хитлер их није прихватио. Франк је побегао из генералног губернаторства у јануару 1945, услед примицања Црвене армије.

## Суђење
После рата осуђен је за убиства милиона Пољака и пољских Јевреја. Пресуда му је била смртна казна вешањем. Последње речи пред вешање су му биле: Захвалан сам на љубазном третману током мог заточеништва и молим Бога да ме милостиво прими.

## Цитати
Године 1940. у интервјуу за Фелкишер беобахтер:
| „ | У Прагу, су постављени велики црвени постери на којима пише како је седам Чеха данас убијено. Помислих: 'Када бих ја морао да постављам постер за сваких седам убијених Пољака, све шуме Пољске не би биле довољне за производњу папира.' | ” |